# Мухамеджанов, Урал Байгунсович
Урал Байгонысович Мухамеджанов (11 ноября 1948 — 15 октября 2013) — казахстанский государственный деятель, депутат, Председатель Мажилиса Парламента Республики Казахстан ІІІ и VI созывов.

## Биография
Родился в 1948 году в городе Кустанае.
Отец — Мухамеджанов Байгоныс (1915—1994). Мать — Мухамеджанова Бикен (1926—1955).
В 1971 году окончил Новосибирский институт кооперативной торговли (бухгалтер-экономист), Алма-Атинскую высшую партийную школу (1980, политолог).
В 1971—1975 годах работал в городе Кустанае в облпотребсоюзе, камвольно-суконном комбинате. С 1975 по 1992 годы трудился на различных должностях в комсомольских и партийных органах, в областном Совете народных депутатов Тургайской области.
В 1992—1994 годах являлся главой Амангельдинской районной администрации Тургайской области.
В 1994 году — депутат, заместитель председателя Комитета по экономической реформе Верховного Совета Республики Казахстан ХІІІ созыва.
В 1995—1997 годах — заведующий Отделом социально-культурного развития Аппарата Правительства Республики Казахстан.
С 1997 по 2004 годы работал в Администрации Президента Республики Казахстан, пройдя путь от государственного инспектора до заведующего Отделом организационно-контрольной работы.
В сентябре 2004 года избран депутатом Мажилиса Парламента Республики Казахстан ІІІ созыва.
С ноября 2004 года по сентябрь 2007 год года Председатель Мажилиса Парламента Республики Казахстан ІІІ созыва.
В сентябре 2007 года вновь избран депутатом Мажилиса Парламента Республики Казахстан четвёртого созыва. Член Комитета по аграрным вопросам. В феврале 2008 года избран Руководителем Фракции Народно-Демократической партии «Нур Отан».
В октябре 2008 года избран Председателем Мажилиса Парламента Республики Казахстан ІV созыва.
Руководитель Фракции Народно-Демократической партии «Нур Отан».
В январе 2012 года уступил место Председателя Мажилиса Нурлану Нигматуллину и избран депутатом Мажилиса Парламента Республики Казахстан пятого созыва. Член Комитета по международным делам, обороне и безопасности.
Воинское звание — полковник в запасе.
Религиозные взгляды — «Глубоко уважаю ислам».
Прогноз будущего Казахстана — «Процветающая страна, демократическое общество».
Идеал политического деятеля — Н. А. Назарбаев, Ф. Д. Рузвельт, М. К. Ататюрк, М. Ганди.
Хобби — пение, поэзия, бильярд.
Литературные пристрастия — А. С. Пушкин, А. Кунанбаев, М. Макатаев, В. М. Шукшин, О. Сулейменов, А. Вознесенский, Б. Майлин.
Женат. Супруга — Мухамеджанова Шолпан Галимжановна. Дочери — Зухра, Гаухар; сын — Еркин.

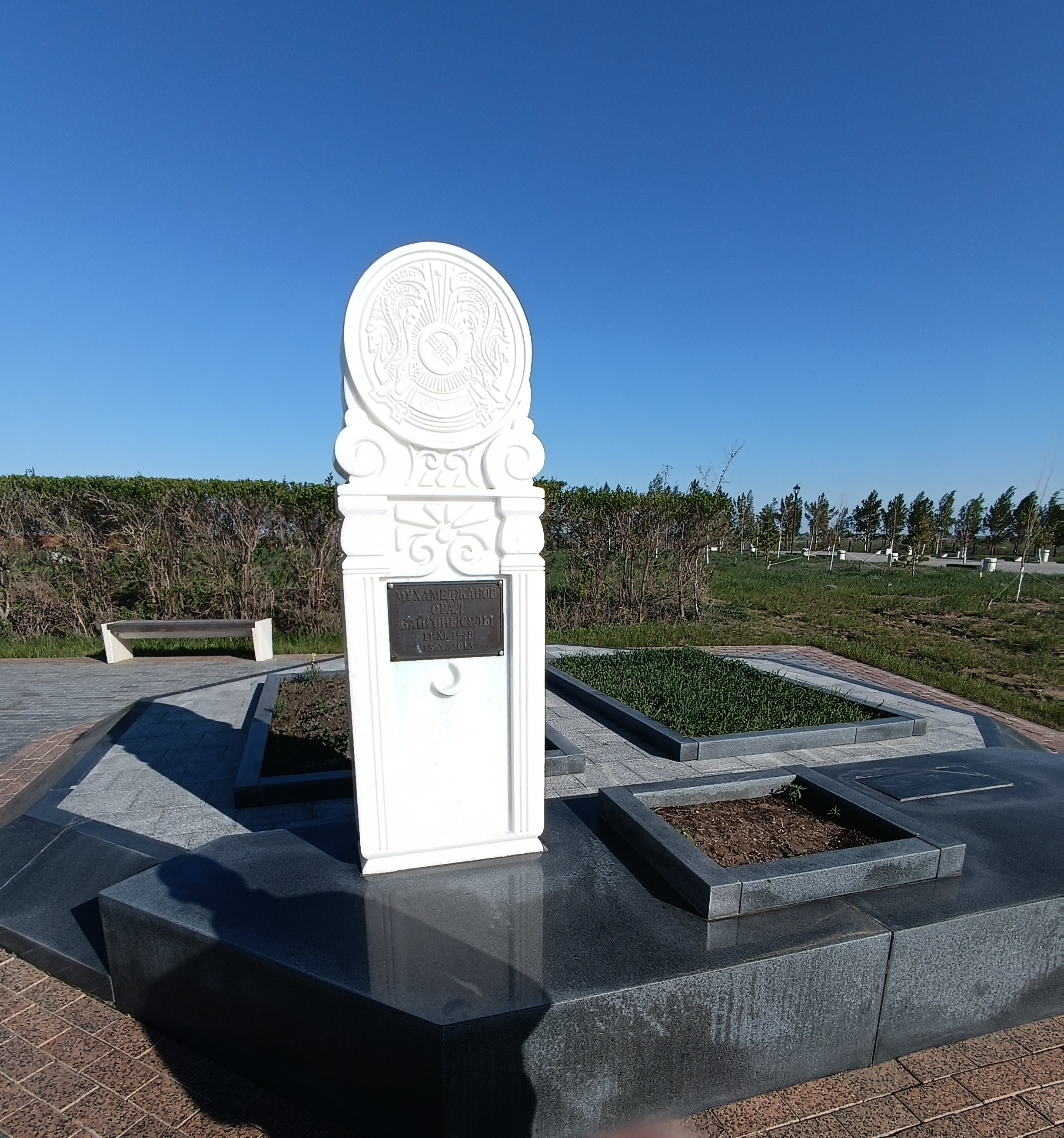

Умер 15 октября 2013 года. Похоронен в Национальном пантеоне Казахстана.

## Награды
- Орден «Парасат»
- Орден «Курмет»
- Медаль «10 лет Конституции Республики Казахстан»[2]
- Медаль «10 лет Астане» (2008)
- Медаль «10 лет Парламенту РК»[3]
- Медаль «20 лет независимости Республики Казахстан» (14 декабря 2011)[4]
- Орден Дружбы (Россия, 21 октября 2010 года) — за большой вклад в развитие российско-казахстанского межпарламентского сотрудничества[5][6]
- Орден «Содружество» (30 мая 2007 года, Межпарламентская ассамблея СНГ) — за активное участие в деятельности Межпарламентской  Ассамблеи и её органов, вклад в укрепление дружбы между народами государств — участников Содружества[7].
- Грамота Содружества Независимых Государств (3 сентября 2011 года, Совет глав государств СНГ) — за активную работу по укреплению и развитию Содружества Независимых Государств[8].

## Память
На здании Костанайского экономического колледжа установлена мемориальная доска в память Урала Байгунсовича.